# Liliana Epifanio
Liliana Epifanio (La Pampa, 1957- 25 de febrero de 2023) fue una música, guitarrista y cantante argentina. 

## Biografía
Fue parte del Coro Municipal de Santa Rosa, sus géneros musicales fueron folclore nacional y canciones populares.
En 2007 presentado en el Teatro Español el álbum Canciones que van.
Fue presidenta de MAPU (Músicas Agrupadas Pampeanas Unidas).

Su compañero fue el músico Rubén «Tito» Morales.
Liliana Epifanio falleció el 25 de febrero de 2023 a los 65 años, en un accidente automovilístico en la Ruta 9 cerca de Loreto en Santiago del Estero.